# Владимировка (Мамлютський район)
Влади́мировка (каз. Владимиров) — село у складі Мамлютського району Північноказахстанської області Казахстану. Входить до складу Андрієвського сільського округу.
Населення — 41 особа (2021; 138 у 2009, 336 у 1999, 360 у 1989).
Національний склад станом на 1989 рік:
- казахи — 50 %
- росіяни — 31 %.